# Jakob Riffeler
Jakob Riffeler (* 5. September 1920 in Efferen; † 18. Juli 2003 in Köttingen (Erftstadt)) war ein deutscher Metallbildhauer, der mit seinen Werken vor allem im rheinischen Raum und in Norddeutschland einen großen Bekanntheitsgrad erlangte.

## Leben

### Jugend und Ausbildung
Jakob Riffeler verbrachte seine Kindheit und Jugend in Köttingen, wohin seine Eltern 1921 verzogen waren. Nach dem Besuch der Volksschule machte er eine Lehre als Maschinenbauschlosser bei der Rheinbraun. Seine weitere Ausbildung erfolgte bei der Westdeutschen Maschinenfabrik in Liblar. Während des Zweiten Weltkrieges war er zum U-Boot Bau verpflichtet. Von 1947 bis 1951 studierte er an den Kölner Werkschulen in der Metallbildhauerklasse unter Joseph Jaekel, wo er seine künstlerischen Fähigkeiten weiterentwickeln konnte. Danach arbeitete er als freier Metallbildhauer. Auch nach seiner Heirat blieb Riffeler im Kreise seiner Familie in seinem Heimatort Köttingen wohnhaft.

### Künstlerische Tätigkeit
Die Themen seiner Arbeiten kamen zumeist aus dem religiösen, überwiegend aus dem biblischen Bereich und wurden als Auftragsarbeiten für Kirchen ausgeführt, doch übernahm er auch Arbeiten für Profanbauten, bei denen er nach Möglichkeit ebenfalls religiöse Themen wählte. Dabei war es für ihn wichtig, dass die Auftraggeber ihm die künstlerische Freiheit des Gestaltens überließen.

#### Tätigkeit im Kölner Raum

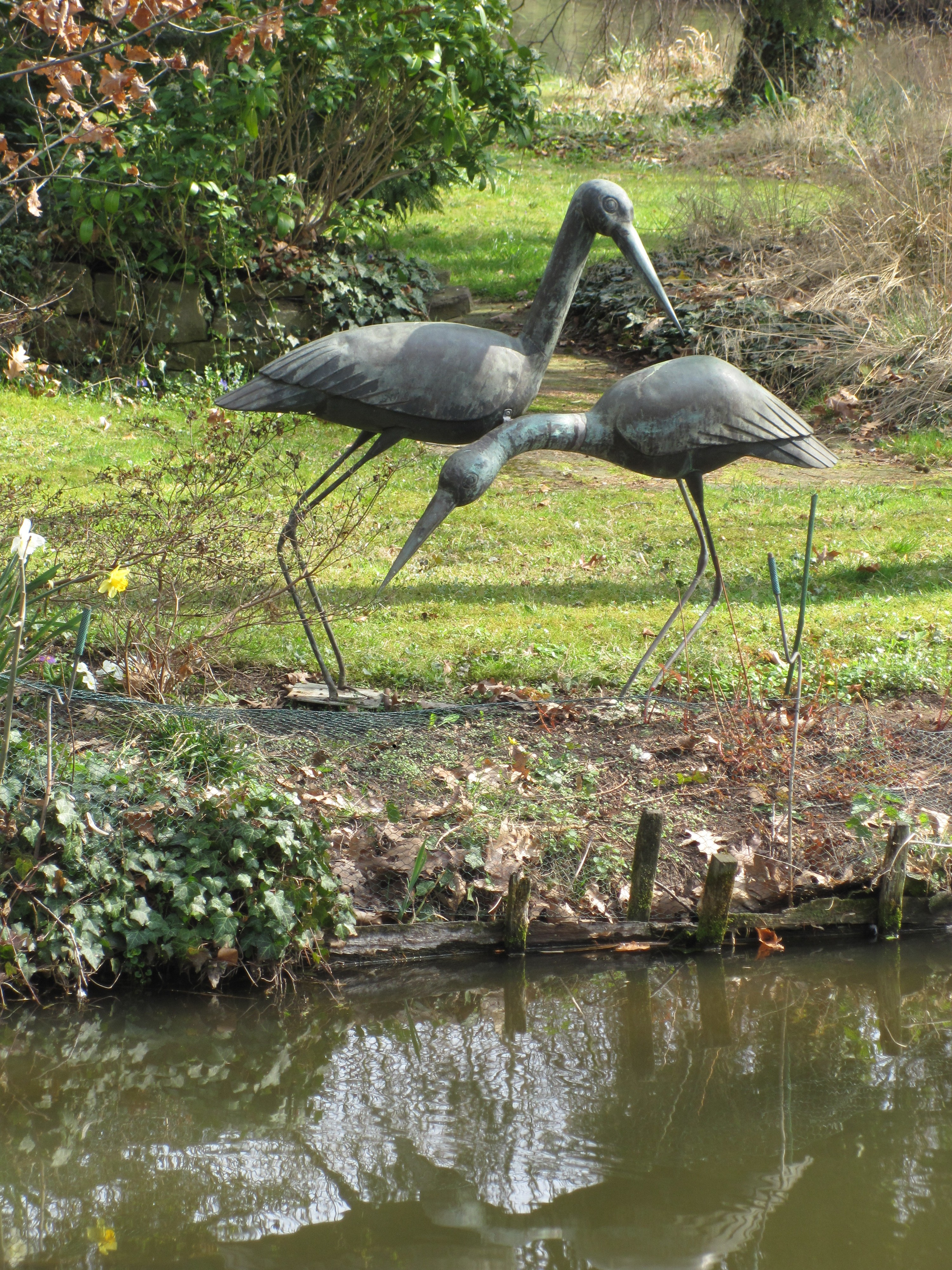
Die beiden Reiher waren für den Schulhof ungeeignet. Nach der Restaurierung des beschädigten Paares wurde es zunächst auf der Brücke am Bonner Tor in Lechenich, im November 2011 am Stadtgraben aufgestellt.

Sein erstes großes Werk (1952) war eine aus Kupfer getriebene Plastik für die damalige katholische Raphael Volksschule in Brüggen, die Tobias mit dem Erzengel Raphael darstellt. Sie wurde an der Wand über dem Eingang zur Schule angebracht.
Ein weiteres frühes Werk war ein aus Messing getriebener Tabernakel (1953) in der Pfarrkirche St. Barbara in Oberliblar. Die Vorderseite stellt einen Ausschnitt aus dem Letzten Abendmahl dar. Jesus reicht Johannes, der seinen Kopf an die Schulter seines Herrn lehnt, das Brot. Darüber stehen die Worte: HIC EST ENIM CORPUS MEUM. Beidseitig finden sich Darstellungen von christlichen Symbolen, Trauben und Ähren, an den Seiten der Pelikan, der nach dem Volksglauben mit seinem Blut seine Jungen nährt, und der aus der Asche auffliegende Phoenix.
Zu seinen frühen Arbeiten (1953) zählt der Taufsteindeckel der Kirche St. Barbara in Oberliblar. Auf dem kupfergetriebenen Deckel des Taufbeckens sind drei Fische hervorgehoben. Den Abschluss bildet ein Kristallknauf, von dem eine Taube auffliegt.
Im Jahr 1963 erhielt er den Auftrag, für die katholische Kirche Johannes der Täufer in Wichterich einen Taufsteindeckel zu gestalten. Der Deckel wurde aus Silber getrieben, darauf legte er ein Ornament aus vier verschobenen Dreieckssternen. In die zwölf Endpunkte der Dreiecke fügte er in Silber eingefasste Bergkristalle ein. Der Blickfang auf dem Scheitelpunkt des Deckels ist eine in Silber getriebene Taube als Symbol des heiligen Geistes und ein Hinweis auf den Taufakt.
Für die katholische Volksschule in Zülpich gestaltete er ein Wandkreuz (1953). Die Holzbalken sind auf der Vorderseite mit einer Messingplatte belegt, darauf befindet sich ein aus Messing getriebener Korpus, der Christus als den Auferstandenen darstellt. Das Kreuz befindet sich heute in der Theodor Heuss Schule in Lechenich.
Das 1958 entstandene Wandmosaik im Neubau der Grundschule in Bliesheim ist ebenfalls eine Arbeit Jakob Riffelers. Die Collage aus farbigen Kacheln auf der Ziegelwand im Treppenhaus der Schule zeigt den heiligen Franziskus, wie er den Tieren predigt.
Ein weiteres keramisches Mosaik St. Michael als Drachentöter gestaltete Riffeler 1959 als Kriegergedächtnisstätte für den Vorraum der Kirche St. Martinus in Kierdorf.
Die Skulptur „Zwei Reiher“ aus dem Jahr 1962 war für ein kleines Wasserbecken auf dem Schulhof der neu erbauten Adolf-Kolping-Schule in Lechenich bestimmt. Die Reiher gleichen denen auf dem einige Jahre vorher entstandenen Mosaik „Franziskus predigt den Tieren“ im Treppenhaus der Grundschule in Bliesheim.
Die aus Holz bestehenden Portale der Kirche St. Michael in Blessem erhielten 1967 von Riffeler eine aus Kupfer getriebene Verkleidung. Die figürlichen Darstellungen der Heiligen unter dem thronenden Christus verweisen auf die Kirchengeschichte Blessems: auf die Zugehörigkeit zu Lechenich und Heddinghoven sowie auf Frauenthal, und Michael auf dem heutigen Pfarrpatron.
Die mit Kupferblech in einem Rautenrelief überzogenen Türen von St. Wendelinus ergänzte Riffeler 1975 durch Medaillons mit Darstellungen zur Geschichte Berrenraths.
Auch der heutige Haupteingang von St. Josef in Köttingen ist ein Werk Riffelers (1977). Die beiden Türen sind belegt mit in Ornamenten getriebenen Kupferplatten. Oben und unten befinden sich auf beiden Teiltüren durch Ornamente abgegrenzte Reliefs, die auf die Geschichte Köttingens hinweisen. Der Türgriff stellt den Guten Hirten dar, der seine Schafe weidet.
Bei der Neugestaltung der Portale der Kirche St. Lambertus in Bliesheim 1972 erhielt das Hauptportal einen in Kupfer getriebenen Beschlag mit einem Rautenornament, die Seitentüren Querbänder mit diesem Ornament in der Mitte der Tür.

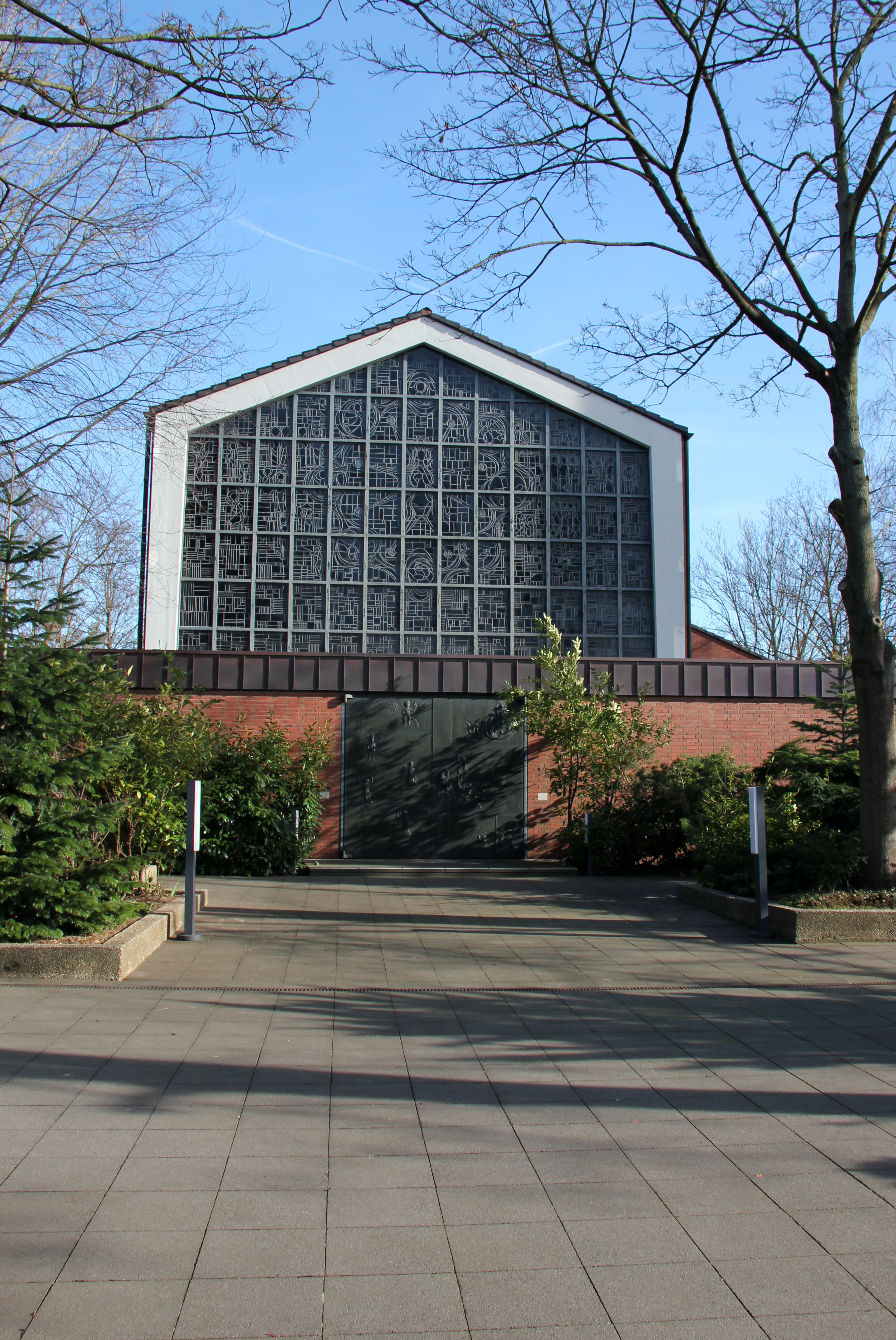
Portal der Pfarrkirche St. Michael in Blessem (in der Vergrößerung erkennbar)
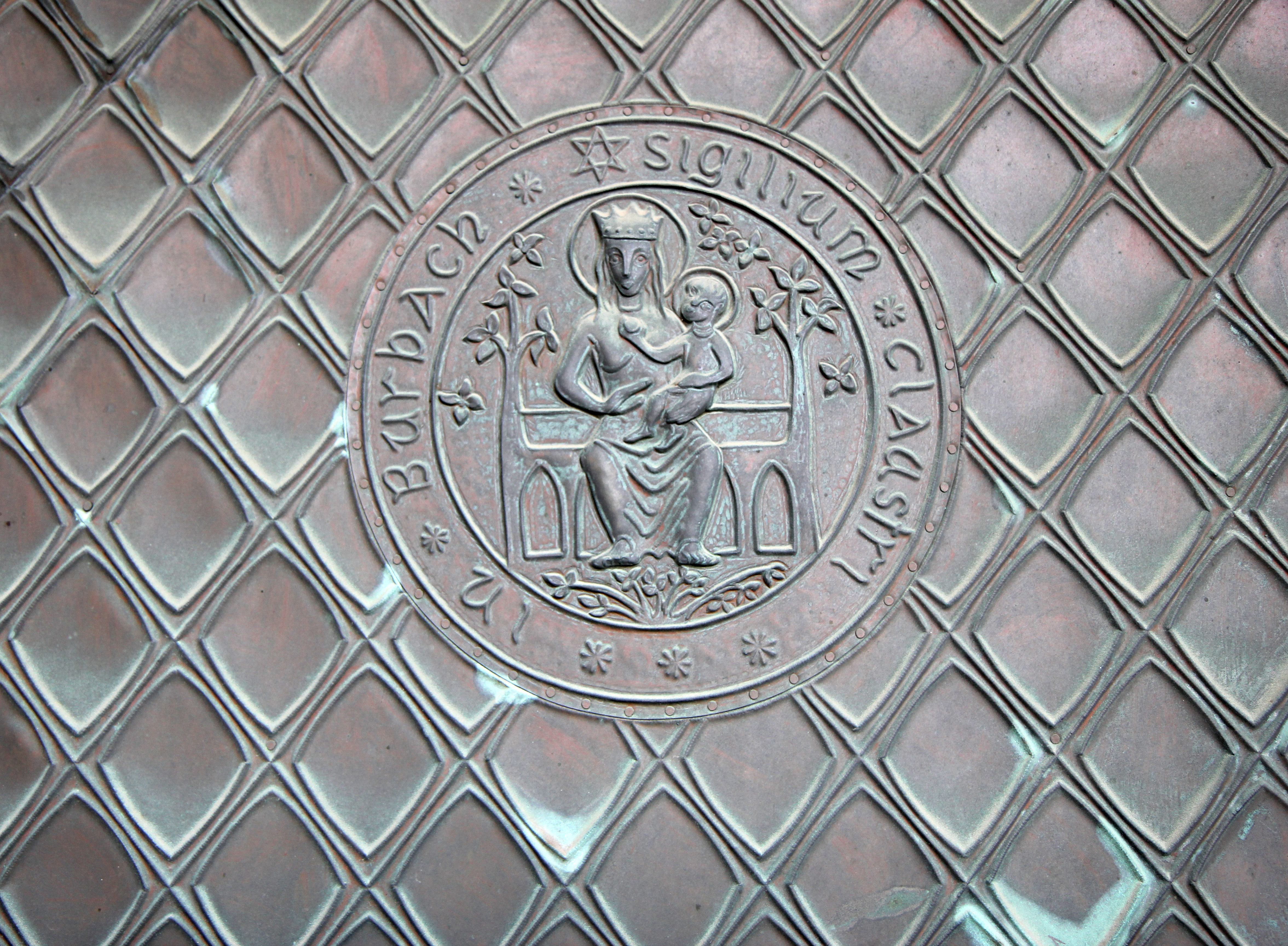
Portal der Pfarrkirche St. Wendelinus in Berrenrath, Detail
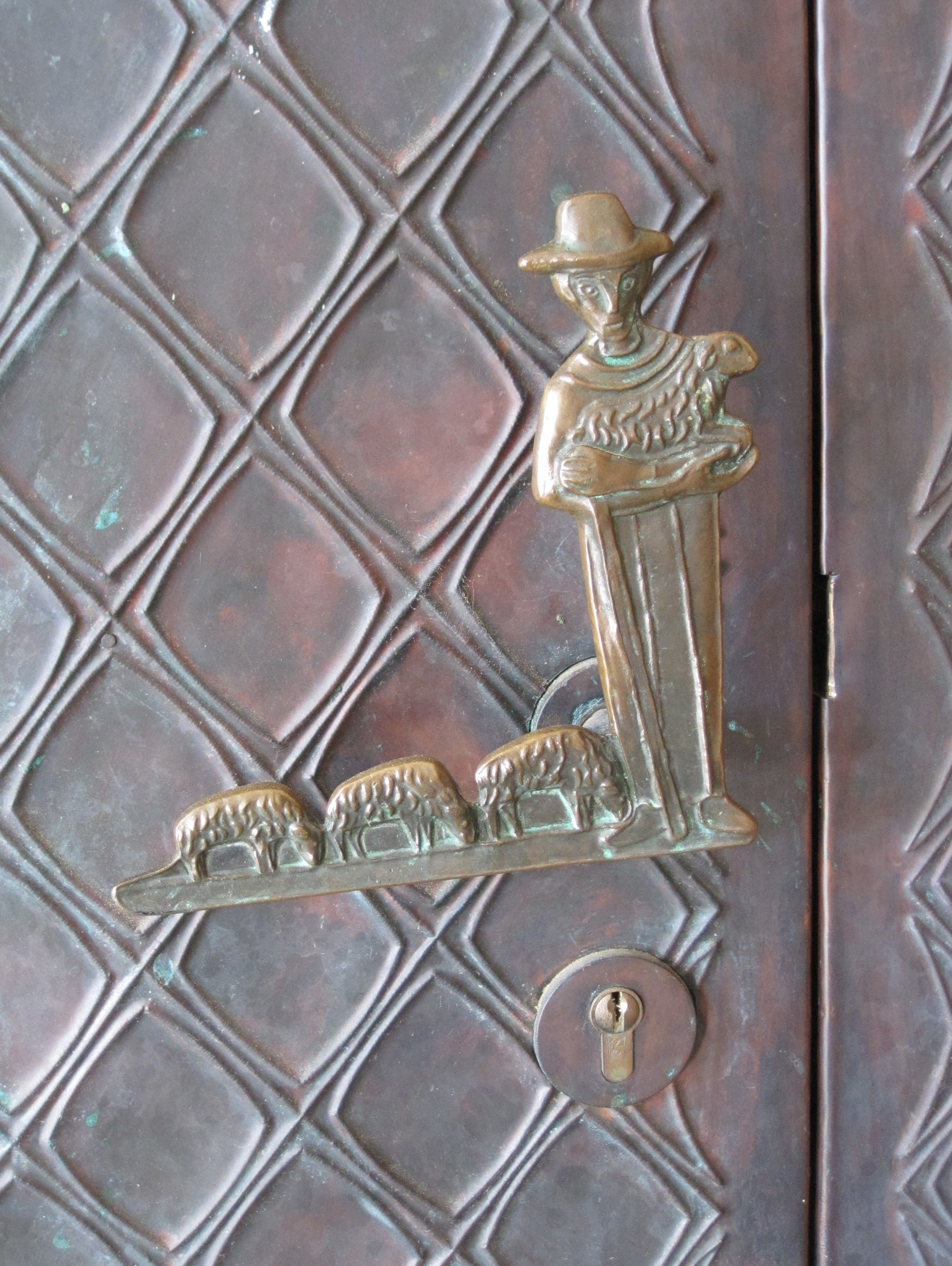
Türgriff des Portals St. Josef in Köttingen
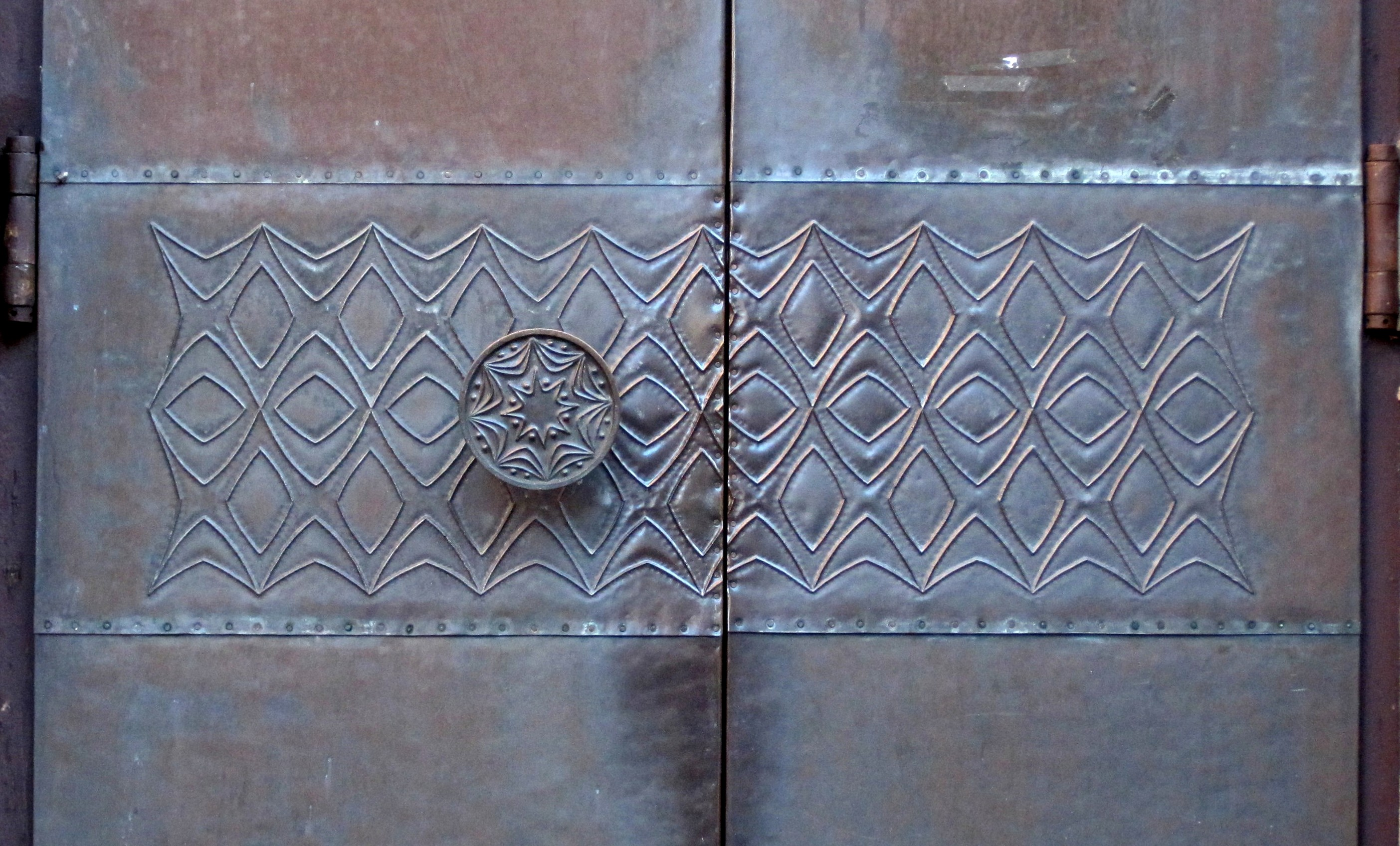
Seitentür der Kirche St. Lambertus mit Ornamentband

#### Arbeiten für Kirchen in Norddeutschland
Weit über Erftstadt hinaus bekannt wurde Riffeler durch seine Arbeiten im norddeutschen Raum.
Auf der Insel Wangerooge schuf er für die Pfarrkirche St. Willehad ein Hängekreuz und einen in Silber getriebenen Taufsteindeckel, der die Taufe Jesu im Jordan und die Taufe der Friesen durch den heiligen Willehad darstellt.
Für die Kirche St. Pius in Bremen-Huchting fertigte er das Portal der Kirche, einen Tabernakel und ein Hängekreuz an, auf dem er auf die alte Form der Majestas Domini zurückgriff: der Gekreuzigte als Herrscher, als Kyrios. An den vier Enden der Kreuzbalken sind die vier Evangelistensymbole dargestellt.
Auch das Portal der Heilig-Geist-Kirche in Stade ist eine Arbeit Riffelers.
Ein weiteres religiöses Kunstwerk Riffelers ist ein Kruzifix für die katholische Kirche in Delmenhorst bei Bremen: Über dem Altar hängt ein lebensgroßes Kruzifix. Die Kreuzbalken sind aus Vierkantstahlrohr, der Korpus ist aus Messing getrieben.

#### Weitere Werke (Auswahl)
Zahlreiche Leuchter, Kreuze, Kelche, Monstranzen und Kirchturmhähne wie
- Barbarastatue für die Grundschule in Kierdorf
- Tabernakel in St. Josef Köttingen, in St. Johann Baptist Kendenich, in St. Bartholomäus Mützenich
- Monstranz in St. Barbara Oberliblar
- Kreuz in St. Josef Köttingen
- Taufsteindeckel in der evangelischen Kirche Weilerswist, in der Kirche St. Maximin in Antweiler, in St. Bartholomäus Mützenich
- Portal von St. Ulrich in Buschbell[8]

## Lebensende
Riffeler blieb seiner Heimat Köttingen verhaftet und wohnte bis zu seinem Lebensende dort, wo er im Jahr 2003 verstarb.